# Café Quijano
Café Quijano és un grup musical espanyol de pop. Està format per 3 germans, Manuel, Óscar i Raúl, tots tres cantants. Viuen a Lleó al centre d'aquesta ciutat i amb el seu pare, tenen un pub-musical anomenat "la Lola", nom que va posar el títol a una de les seues cançons més conegudes. També ha publicat 4 recopilatoris de gran èxit, presentat espectacles, gales, col·laborat amb Disney en bandes sonores i, a més, han sigut la imatge de Castella i Lleó per a fomentar el turisme a la regió.
Café quijano, el grup lleonès format pels tres germans Quijano (Manuel, Oscar i Raúl), va començar a tenir èxit el 1996, inspirats per l'exemple del seu pare, professor de música i que tocava de tant en tant la guitarra en petits locals. Aquell any van gravar una maqueta que es van repartir entre discogràfiques i representants. Aquesta maqueta va arribar als directius del Warner music, que aquests decideixen donar un vot de confiança al nou grup.
En 1998 Café Quijano publica el seu primer disc, titulat precisament "Café Quijano", amb el qual realitzen una gira per tot Espanya.
Amb el seu segon àlbum els Café Quijano aconsegueix la consagració com a grup musical capdavanter. L'extraordinària paradoxa del so Quijano, és una mescla de sons rock amb ritmes llatins com la rumba o el mambo. Aconsegueixen un disc de platí i opten als Grammy com a millor grup de rock llatí. La cançó més destacada del disc és titulada "La Lola" número 1 a nombrosos països i que els va obrir les portes del mercat llatí i col·laborar a la pel·lícula "Torrente 2", interpretant alguns dels temes de la banda sonora.

## Curiositats
- Cafe Quijano va interpretar la cançó "Burning Love" d'Elvis per a la pel·lícula Lilo & Stich amb el nom d'"Ardiente amor"
- Van fer la composició el 2004 del tema de la selecció nacional espanyola de futbol per a l'Eurocopa del mateix any, anomenat "Sírvame una Copita"
- Van participar en el grup d'artistes seleccionats per Armando Manzanero per a realitzar el seu disc "Duetos", on canten "Esperaré"